# Betiscoides sjostedti
Betiscoides sjostedti är en insektsart som beskrevs av Kenneth Hedley Lewis Key 1937. Betiscoides sjostedti ingår i släktet Betiscoides och familjen Lentulidae. IUCN kategoriserar arten globalt som starkt hotad. Inga underarter finns listade i Catalogue of Life.